# Huia (género)
Huia é um género de anfíbio anuro pertencente família Ranidae. Os seus membros podem ser encontrados na região sudeste da Ásia. 
O género tem 55 espécies, incluindo algumas que originalmente foram designadas como sendo das géneros Odorrana e Eburana, que formavam um grupo parafilético. 

## Espécies
- Huia absita Stuart & Chan-ard, 2005
- Huia aureola (Stuart, Chuaynkern, Chan-ard, and Inger, 2006)
- Huia cavitympanum (Boulenger, 1893)
- Huia masonii (Boulenger, 1884)
- Huia melasma Stuart & Chan-ard, 2005
- Huia modiglianii (Doria, Salvidio & Tavano, 1999)
- Huia nasica (Boulenger, 1903)
- Huia sumatrana Yang, 1991